# استرلاب گوی‌شکل

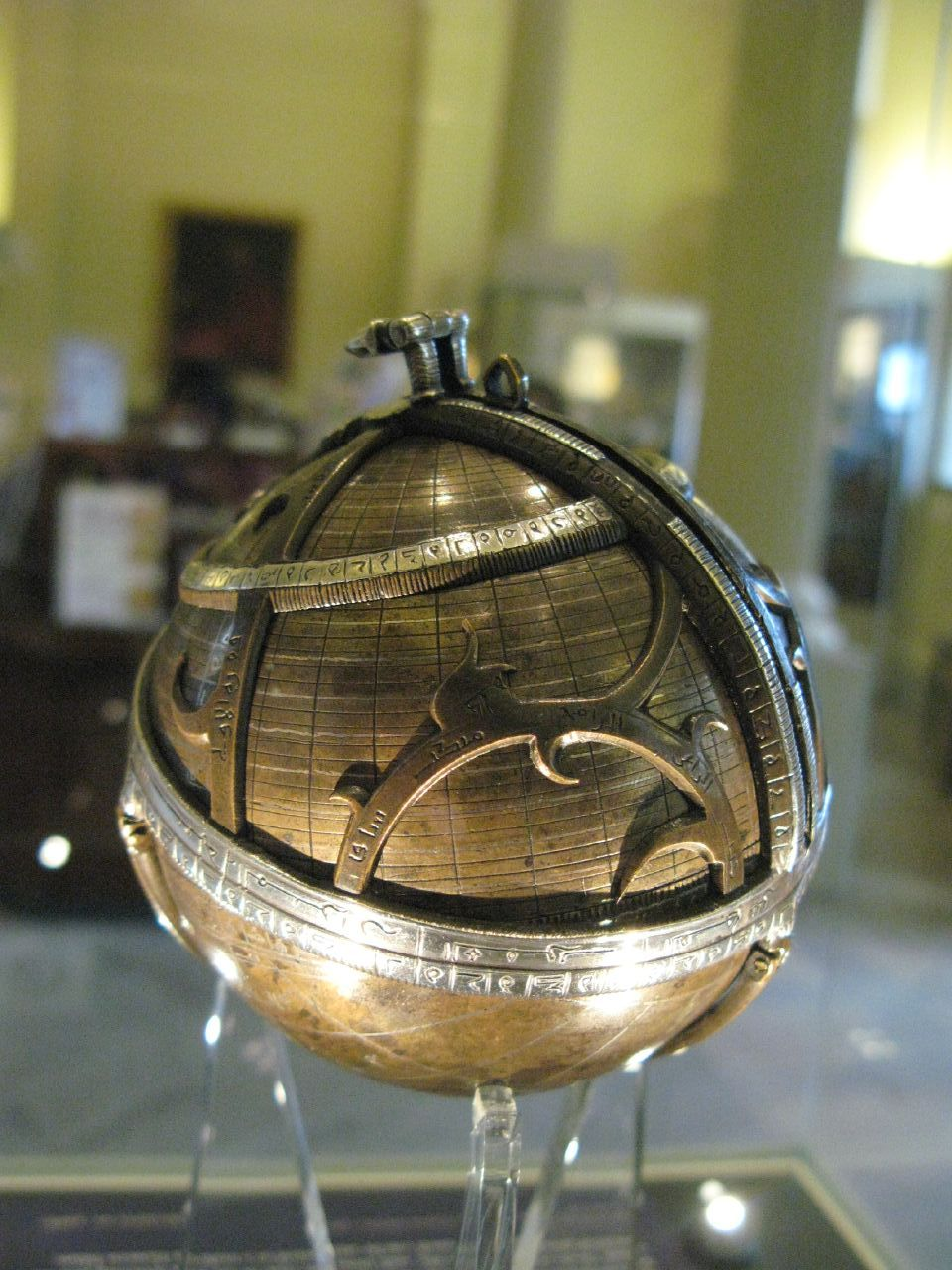
The spherical اسطرلاب کروی مربوط به اخترشناسی در سده‌های میانه اسلامی، ۱۴۸۰ میلادی، در موزه تاریخ علوم، آکسفورد در آکسفورد انگلستان

اُسطُرلاب گوی‌شکل یا حَلقه‌دار (به عربی: ذات الحلق) گونه‌ای از استرلاب است که حلقه‌هایی فلزی و متداخل دارد و در منابع عربی از آن با نام ذات‌الحِلَق یا اسطرلاب الکری یاد می‌کنند.

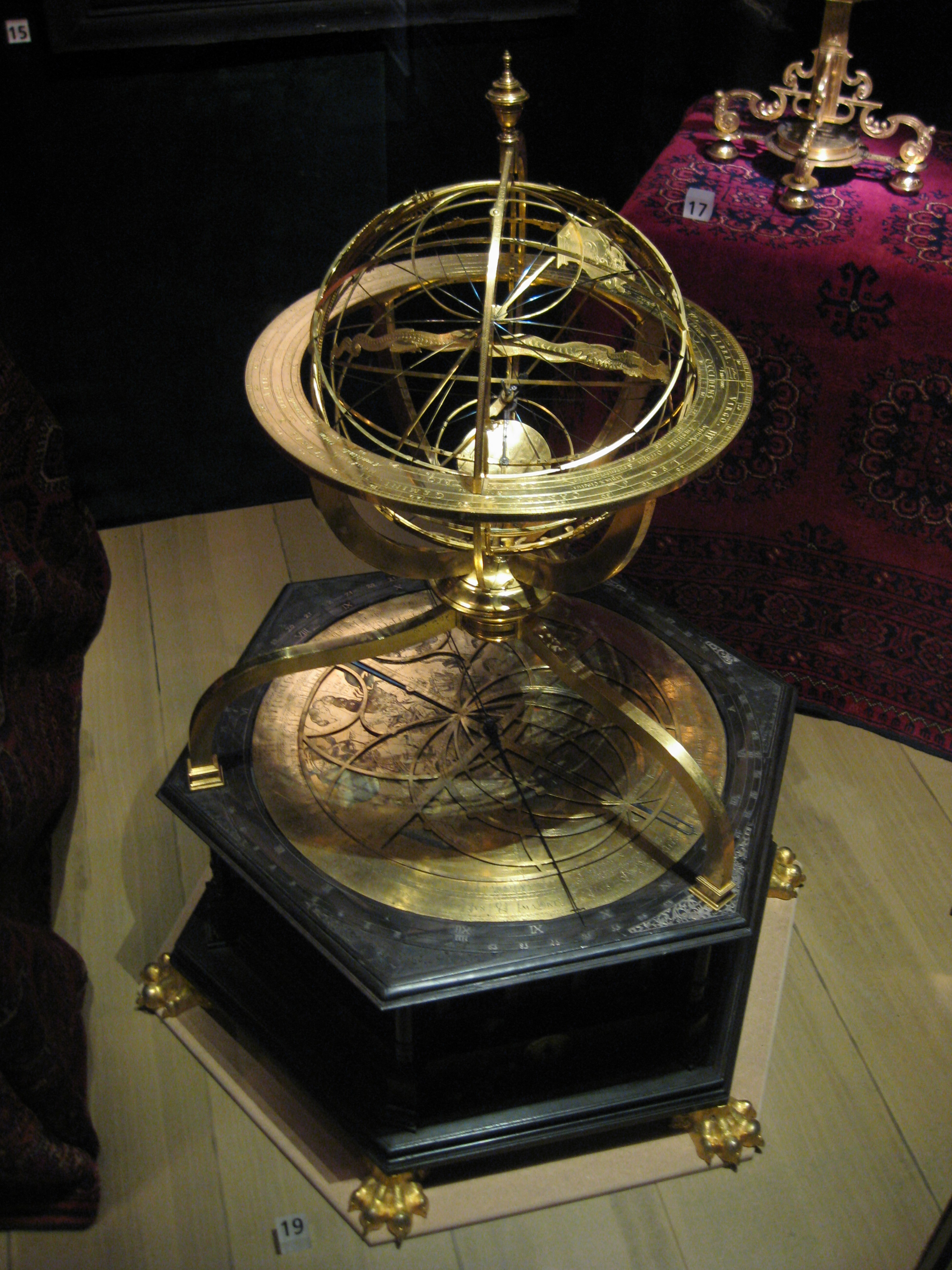
یک حلقه‌دار در موزه نوردیک، استکهلم.

دانشمندان قدیم ایران این ابزار رصد ستاره‌شناسان را این‌گونه تعریف کرده‌اند: مجموع حلقه‌های بسیاری است فلزین یا چوبین یا از مُقوا که آسمان و حرکات کواکب را نماید و در مرکز حلقه‌ها کره‌ای خرد که نمایندهٔ زمین است.
نخستین توصیف اسطرلاب کروی توسط دانشمند ایرانی، ابوالعباس نیریزی انجام شده است. اخترشناسان ایرانی و عرب، حلقه‌دارهای یونانی را در سدهٔ ۸ میلادی بهبود بخشیدند و ستاره‌شناس ایرانی، ابواسحاق فَزاری، کتابی ویژهٔ این افزار به نام «ذات‌الحلق» نوشت.
گفته می‌شود مخترع عرب، عباس بن فرناس، در سدهٔ نهم نوعی دیگر از اسطرلاب حلقه‌دار را ساخت که به خلیفه محمد اول هدیه داده شد.